# Lestes forcipatus
Lestes forcipatus – gatunek ważki z rodziny pałątkowatych (Lestidae). Występuje na terenie Ameryki Północnej.